# Augusto Gil
Augusto César Ferreira Gil GOSE (Porto, Lordelo do Ouro, 30 de julho de 1870 – Lisboa, Santa Maria de Belém, 26 de fevereiro de 1929) foi um advogado e poeta português.
Nasceu no Porto, freguesia de Lordelo do Ouro, a 30 de julho de 1870, mas cedo foi viver para a Guarda. Era filho de António Gil Ferreira e de Maria Jacinta Ferreira, naturais de Celorico da Beira.
Passou a maior parte da sua vida na mais alta cidade de Portugal, Guarda, a "sagrada Beira", de cuja paisagem encontramos reflexos em muitos dos seus poemas. Aqui fez os primeiros estudos, frequentou, depois, o Colégio de S. Fiel em Louriçal do Campo, após o que regressou à Guarda, onde frequentou o Liceu Nacional (atual Escola Básica Augusto Gil). Mais tarde formou-se em Direito na Universidade de Coimbra.
A 25 de dezembro de 1912, depois de 20 anos de namoro, casou na capela de São Pedro, na Guarda, com Adelaide Sofia Rodrigues Outeiro Patrício, irmã de Ladislau Patrício, então de 34 anos, natural da Guarda e que morreu a 30 de dezembro de 1953.
Começou a exercer advocacia em Lisboa, tornando-se mais tarde diretor-geral das Belas-Artes.
Na sua poesia notam-se influências do Parnasianismo e do Simbolismo. Influenciado por Guerra Junqueiro, João de Deus e pelo lirismo de António Nobre, a sua poesia insere-se numa perspetiva neorromântica nacionalista.
Segundo António José Saraiva e Óscar Lopes, "[…] não pode considerar-se um produto genuinamente popular: é antes um produto da gazetilha jornalística, da graça do teatro ligeiro, da boémia intelectual de café e noitada". Acrescenta que o poeta "[…] adaptou certa plasticidade da imaginação simbolista a um lirismo, e sátira muito popularizáveis (Luar de Janeiro, 1910, Canto da Cigarra, 1910, Alba Plena, 1916 […]".
O seu nome consta na lista de poetas colaboradores do quinzenário A Farça (1909-1910), na revista As Quadras do Povo (1909) e no periódico O Azeitonense (1919-1920).
A 14 de fevereiro de 1920, foi agraciado com o grau de Grande-Oficial da Ordem Militar de Sant'Iago da Espada.
Morreu a 26 de fevereiro de 1929, aos 58 anos, vítima de pneumonia gripal, em sua casa, na Rua Bartolomeu Dias, n.º 100, primeiro andar esquerdo, freguesia de Santa Maria de Belém, em Lisboa. Foi sepultado no Cemitério velho da Guarda, num mausoléu mandado construir pela sua viúva, que usou para o efeito a receita da venda dos direitos de autor de Augusto Gil. À data da sua morte, tinha sido nomeado secretário-geral do Ministério da Instrução Pública.
Em 1954, o seu espólio foi legado em testamento pela sua viúva ao Museu da Guarda, tendo sido efetuadas novas incorporações do espólio em 1975 e 1983.
Na cidade da Guarda, existem, em sua homenagem, uma escola com o seu nome (Escola Básica Augusto Gil); uma escultura de 1937, da autoria de João da Silva, no Largo de São João; uma placa comemorativa do centenário do seu nascimento, na fachada da casa onde viveu, na Rua da Vitória (atual Rua Augusto Gil); e a Rotunda do G, de homenagem a Augusto Gil, com uma escultura antropomórfica feminina, da autoria de Lourdes Borges, existindo também, junto à rotunda do G, um mural com a figura de Augusto Gil, juntamente com as figuras de Sacadura Cabral, Nuno de Montemor, Vergílio Ferreira e Eduardo Lourenço, todos naturais do distrito da Guarda. Em Lisboa, foram nomeados em sua homenagem o Jardim Augusto Gil e a Rua Augusto Gil e em Belém, onde residiu, foi colocada uma placa de homenagem por ocasião do centenário do seu nascimento. Salienta-se que as placas comemorativas do centenário do seu nascimento foram colocadas em 1973, embora o poeta tenha nascido em 1870, facto que era ignorado à data das homenagens.

## Algumas das suas obras
Poesias
- Musa Cérula (1894) (eBook)
- Versos (1898)
- Luar de Janeiro (1909) (eBook)
- O Canto da Cigarra (1910)
- Sombra de Fumo (1915)
- O Craveiro da Janela (1920)
- Avena Rústica (1927)
- Rosas desta Manhã (1930).
- A balada de neve (1909)

Crónicas
- Gente de Palmo e Meio (1913).